# Машиносчитываемый паспорт
Машиносчитываемый паспорт (МСП) — машиносчитываемый проездной документ (МСПД), в котором данные на идентификационной странице закодированы в формате оптического распознавания символов. Многие страны начали выдавать машиночитаемые проездные документы в 1980-х годах.
Большинство паспортов по всему миру являются машиносчитываемыми. Они стандартизированы документом ИКАО 9303 и имеют специальную машиночитаемую зону (МСЗ), которая обычно находится внизу идентификационной страницы в начале паспорта. ICAO 9303 описывает три типа документов, соответствующих размерам ISO/IEC 7810 :
- «Type 3» типичен для паспортных буклетов. МСЗ состоит из 2 строк по 44 символа.
- «Type 2» встречается относительно редко: 2 строки по 36 символов.
- «Type 1» имеет размер кредитной карты: 3 строки по 30 символов.

Фиксированный формат позволяет указать тип, номер и срок действия документа, а также имя, национальность и дату рождения человека. Все эти поля обязательны для заполнения в паспорте. Есть место для дополнительной информации, часто зависящей от страны. Аналогично определены два размера машиночитаемых виз.
Компьютеры со специальным программным обеспечением и камерой могут напрямую считывать информацию c машиносчитаемых паспортов. Это обеспечивает более быструю проверку прибывающих пассажиров сотрудниками иммиграционной службы и большую точность, чем паспорта, считываемые вручную, а также лучшее сопоставление данных с иммиграционными базами данных и списками наблюдения.
Помимо оптически читаемой информации, многие паспорта содержат чип RFID, который позволяет компьютерам считывать больший объем информации, например фотографию предъявителя. Эти паспорта называются биометрическими паспортами и также описаны в ICAO 9303.